# Obniżenie Dorohuckie
Obniżenie Dorohuckie (845.31) – mezoregion fizycznogeograficzny we wschodniej Polsce, stanowiący część Polesia Wołyńskiego. Od północy graniczy z Równiną Łęczyńsko-Włodawską, od wschodu z Pagórami Chełmskimi, od południa i południowego wschodu z Działami Grabowieckimi, od zachodu z Płaskowyżem Świdnickim a od południowego zachodu z Wyniosłością Giełczewską.
Region jest wyżyną zbudowaną z wapienno-marglistych skał kredowych, pokrytych zwydmionymi piaskami plejstoceńskimi. Na terenie Obniżenia Dorohuckiego występują licznie wypełnione torfem zagłębienia bezodpływowe. Na wychodniach kredowych wykształciły się rędziny (gleby litogeniczne).
Główną rzeką przepływającą przez region jest Wieprz, wzdłuż którego w 1990 roku utworzono Nadwieprzański Park Krajobrazowy.
Nazwa regionu jest bardzo często błędnie oddawana jako Obniżenie Dorohuskie, tak jakby pochodziła od miejscowości Dorohusk. Mezoregion bierze jednak swoją nazwę od wsi Dorohucza.
Głównymi miejscowościami regionu są Milejów i Trawniki (brak miast).
Obniżenie Dorohuckie obejmuje swym zasięgiem części gmin: Rejowiec Fabryczny, Siedliszcze (powiat chełmski), Trawniki (świdnicki), Krasnystaw, Łopiennik Górny (powiat krasnostawski), Milejów, Puchaczów i Cyców (powiat łęczyński).